# Bukolos (Sohn des Herakles)
Bukolos (altgriechisch Βουκόλος Boukólos) ist eine Person der griechischen Mythologie.
Er wird nur in der Bibliotheke des Apollodor in einer Auflistung der Nachkommen des Herakles genannt. Dort erscheint er als Sohn des Herakles mit der Thespiade Marse, einer der fünfzig Töchter des Thespios, mit denen Herakles jeweils ein Kind zeugt.